# Synagelides shimian
Espèce
Synagelides shimian est une espèce d'araignées aranéomorphes de la famille des Salticidae.

## Répartition
Cette espèce est endémique du Sichuan en Chine,. Elle se rencontre dans le xian de Shimian.

## Description
Le mâle holotype mesure 4,11 mm et la femelle paratype 5,05 mm.

## Systématique et taxinomie
Cette espèce a été décrite par Ni, Li et Zhang en 2025.

## Étymologie
Son nom d'espèce lui a été donné en référence au lieu de sa découverte, le xian de Shimian.

## Publication originale
- Ni, Li & Zhang, 2025 : « On five new species of the genus Synagelides Strand, 1906 (Araneae: Salticidae: Salticinae: Agoriini) from China. » Zootaxa, no 5666(2), p. 239-261.